# まねきねこダックXのテーマ
「まねきねこダックXのテーマ」（まねきねこダックエックスのテーマ）は、日本のお笑いコンビ・まえだまえだがまえだまえだX名義で発売したシングル。2012年2月29日にワーナーミュージック・ジャパンからリリース。

## 概要
前作から約3年半ぶりとなった本作はアメリカンファミリー生命保険会社（aflac）「新EVER」コマーシャル・ソングで、名義は本来の「まえだまえだ」ではなく「まえだまえだX」である。

### プロモーションビデオ
振付はきゃりーぱみゅぱみゅ「つけまつける」を担当したMAIKO。ほのぼのとした歌詞の内容をダンス全編に取り入れた。まえだまえだの2人は撮影の時でもテンションが上がりっぱなしだったため、「よく疲れないなぁ」と周りのスタッフを感心させたほど楽しんでいた。

## 収録曲
全曲　作詞・作曲：横尾嘉信　編曲：祐天寺浩美
1. まねきねこダックXのテーマ
2. まえだまえだのテーマ
3. まねきねこダックXのテーマ (inst.)
4. まえだまえだのテーマ (inst.)